# USU Software
Die USU Software AG hat ihren Sitz in Möglingen bei Stuttgart und fungiert als Dachgesellschaft für zwei IT-Tochtergesellschaften. Die USU GmbH ist international als Software-Hersteller im IT-Management tätig, insbesondere der Digitalisierung von IT und Kundenservices. Die USU Digital Consulting GmbH bietet Dienstleistungen zur Unterstützung der digitalen Transformation in Organisationen an.
Im Geschäftsjahr 2023 erzielte der Konzern mit 803 Mitarbeitenden einen Umsatz von 132,1 Millionen Euro und einen Jahresüberschuss von 5,3 Millionen Euro. Die Holding USU GmbH ist mit Tochtergesellschaften in Deutschland, USA, Frankreich, Italien, Japan, Österreich und Tschechien vertreten.

## Geschichte

### Gründung und Anfänge
Das Unternehmen wurde 1977 von dem Bankkaufmann und Programmierer Udo Strehl (* 1954) als Udo Strehl Unternehmensberatung (USU) gegründet. Ab 1988 begann es mit dem Vertrieb von Softwareprodukten für das IT-Management und 1995 wurden diese erstmals ins Ausland verkauft.
In den folgenden Jahren erweiterte das Unternehmen sein Geschäft um Produkte und Dienstleistungen für das Wissensmanagement.

### Börsengang und Übernahmen
Am 4. Juli 2000 ging die USU am Neuen Markt an die Börse. Zu diesem Zeitpunkt hatte das Unternehmen bereits 170 Mitarbeiter und erwirtschaftete im Geschäftsjahr 1998/99 einen Umsatz von 41 Millionen D-Mark, womit die USU kein klassisches Start-up-Unternehmen war. Den Erlös aus dem Börsengang in Höhe von 35 Millionen D-Mark plante Strehl zur Hälfte in die Produktentwicklung und zur Hälfte in Akquisitionen zu investieren.
Die Aktie des am 21. März 2000 ebenfalls an die Börse gegangenen Neu-Ulmer Unternehmens Openshop brach ein, nachdem dessen Gründer und Vorstandsvorsitzender Thomas Egner (1962–2001) bei einem Flugzeugabsturz im Januar 2001 zu Tode gekommen war. Daraufhin kam es im März 2002 zum Zusammenschluss von Openshop mit der USU AG zur USU-Openshop AG. Im Jahr 2003 wurde der Name in USU Software AG geändert.
Der Gründer Udo Strehl wechselte 2002 in den Aufsichtsrat. Um das Produktangebot zu erweitern, übernahm USU 2005 die Omega GmbH, 2006 die LeuTek GmbH und 2010 die Aspera GmbH. Mit der Übernahme der Aspera GmbH wurde das Unternehmen nach eigenen Angaben zu einem der weltweit führenden Anbieter für IT-Asset-Management-System-Software.
2012 übernahm der USU-Konzern die Mehrheit an der BIG Social Media GmbH mit Sitz in Berlin und gründete die Aspera Technologies Inc. in Boston. Im Jahr 2013 etablierte USU einen neuen Forschungsbereich zum Thema Industrial Big Data. Mitte 2015 erfolgte die Akquisition der im SAP-Lizenzmanagement tätigen SecurIntegration GmbH mit Sitz in Köln; diese fusionierte ein Jahr später mit der Aspera GmbH. Seit Anfang 2017 gehört auch die UnitB Technology GmbH, eine Agentur für digitale Medien und IT, zur USU-Gruppe. Im Mai 2017 wurde mit der Easytrust SAS erstmals ein französisches Unternehmen übernommen, das Ende desselben Jahres in USU SAS umbenannt wurde und sich auf die Bereiche Software-Asset-Management und Oracle-Lizenzmanagement konzentriert.

### Expansion und Neustrukturierung
Im Frühjahr 2018 änderte die Tochtergesellschaft USU AG die Rechtsform und firmiert seit dem 28. März als USU GmbH. Ebenfalls 2018 ordnete USU seine Geschäftsfelder neu und gründete den Unternehmenszweig Unymira, der sich auf die Digitalisierung von Geschäftsprozessen im Service konzentriert und das Angebot der vier zuvor eigenständigen USU-Bereiche BIG Social Media, Business Solutions, KCenter und UnitB Technology zusammenführte. Am 28. Januar 2021 gab der Konzern bekannt, alle Tochtergesellschaften unter der gemeinsamen USU-Dachmarke zu vereinen.
Um den Vertrieb seiner Software-Anwendungen in Asien zu stärken, gründete USU im Herbst 2021 die Gesellschaft USU GK in Tokio. Im Jahr darauf bündelte USU seine IT-Management-Angebote in einem neuen Cloud-Portal.

### Jüngere Entwicklungen
Im Rahmen der Focus-Studie Deutschlandtest erzielte USU im Jahr 2020 den 1. Platz in der Kategorie „Softwareunternehmen“ und wurde mit dem Siegel „Deutschlands wertvollste Unternehmen“ ausgezeichnet.
Im April 2023 wurden die USU Technology GmbH sowie die USU Solutions GmbH auf die Schwestergesellschaft USU GmbH verschmolzen.
Ein Jahr darauf, im März 2024, kündigte das Unternehmen an, dass ein Delisting geplant sei; dieses trat am 2. Juli 2024 in Kraft. Am 1. Oktober 2024 gab Thoma Bravo, eine US-amerikanische Software-Investmentgesellschaft, den Erwerb einer Mehrheitsbeteiligung am USU-Produktgeschäft (USU GmbH) bekannt. Das Beratungs-Geschäft wurde in diesem Zuge im Wege einer Abspaltung auf die USU Digital Consulting GmbH übertragen.
Mit Unterstützung von Thoma Bravo plant der Software-Hersteller, den Wandel zu einem SaaS- und plattformzentrierten Anbieter zu beschleunigen und die Präsenz auf internationalen Märkten zu stärken. Nach Angaben des Unternehmens soll damit das Wachstum sowohl organisch als auch anorganisch weiter vorangetrieben werden.
Im März 2025 übernahm die USU den SaaS-Management-Softwareanbieter Saasmetrix GmbH.

## Produkte & Services
Das Produktgeschäft der USU Software AG ist in der Tochtergesellschaft USU GmbH gebündelt.
Die USU GmbH adressiert mit ihrem Software-Angebot die Bereiche IT Management & Customer Service Management. Das Unternehmen entwickelt KI-gestützte und Cloud-basierte Softwareanwendungen zur Verbesserung von IT-Ressourcen. Diese sollen Transparenz und Kontrolle über hybride IT-Infrastrukturen ermöglichen, IT-Kosten reduzieren und die Servicequalität verbessern. Die USU GmbH arbeitet am Aufbau einer SaaS-basierten Plattform, um die Technologien für IT Service Management, IT Asset Management und weiteren Schlüsselbereichen wie FinOps noch enger zu verknüpfen.
Die Software der USU GmbH wird von Unternehmen wie Bosch, Ikea, Jungheinrich und Volkswagen eingesetzt.
Im Geschäftsbereich IT-Service-Management unterstützt USU Unternehmen mit ITIL-konformen Produkten für das strategische und operative IT- und Enterprise-Service-Management. Mit USUs Programmen können alle Prozesse, die für die Planung, das Design, den Betrieb, die Steuerung, die Nutzung und die Verrechnung von Dienstleistungen notwendig sind, digitalisiert und automatisiert werden. Von Analystenhäusern wird USU in diesem Bereich als Weltmarktführer eingestuft.
Im Bereich IT-Asset-Management stellt das Unternehmen Software-Asset-Management-Anwendungen (SAM) und Managed Services bereit. Somit können Kunden ihre IT-Ressourcen verwalten, um Kosten zu senken, die Einhaltung der Software Compliance zu gewährleisten und Risiken zu minimieren. Global tätige Großkonzerne nutzen diese SAM-Anwendungen zur Verbesserung ihres Softwareeinsatzes. Vom amerikanischen Analystenhaus Forrester wird USU im Wave Report „Software Asset Management Solutions, Q1 2025“ als Leader eingestuft.
Der Geschäftsbereich IT-Monitoring umfasst Anwendungen wie Service-Monitoring, End-to-End Monitoring, Cloud- und Container-Überwachung und IT-Eventmanagement, welche die gesamte IT-Infrastruktur von Unternehmen überwachen, um deren Funktionsfähigkeit zu sicherzustellen.
Mit FinOps stellt USU Dienstleistungen wie Cloud-Cost-Management für eine kosteneffizientere Nutzung der Cloud-Module, Cloud-Governance für eine sichere Verwaltung der Kundensysteme, IT-Financial-Management für IT-Kostenplanung sowie SaaS-Management zur Verfügung. Zusätzlich bietet USU KI-Anwendungen und datengetriebene Services für den Maschinen- und Anlagenbau an.
Das Segment Customer Service Knowledge Management bietet digitale Anwendungen für das Wissensmanagement im Kundenservice von Organisationen an. Die USU-Wissensdatenbank findet vor allem in Call- und Service-Centern Anwendung, u. a. auch bei der einheitlichen Behördenrufnummer 115. Das Angebot wird durch Self-Service-Angebote, Chatbots, Voicebots sowie Portaldienstleistungen ergänzt. Während der COVID-19-Pandemie in Deutschland wurde der USU-Chatbot von einigen Gemeinden und Landkreisen zur Bürgerinformation eingesetzt. Ende 2021 startete USU mit Bot Universe ein Open-Source-Projekt für Chatbot-Netzwerke, das seit April 2023 auch ChatGPT integriert. Ein virtueller KI-Assistent wurde im Herbst 2024 vorgestellt.
Das Servicegeschäft der USU Software AG ist in der Tochtergesellschaft USU Digital Consulting GmbH angesiedelt. Die Schwerpunkte liegen in den Bereichen Digital Experience, Prozessautomatisierung, Low-Code-Entwicklung, Cloud-Transition und Künstliche Intelligenz. Partner sind beispielsweise der Technologieanbieter Pegasystems und Liferay.

## Forschung und Entwicklung
Der Forschungsbereich der USU Software AG befasst sich vor allem mit neuen Cloud- und KI-basierten Technologien und agiert auch als Technologiepartner oder Konsortialführer von öffentlich geförderten Forschungsprojekten. Seit dem Jahr 2022 entwickelt das Unternehmen beispielsweise eine KI-gestützte Service-Plattform für den deutschen Mittelstand, die vom Bundesministerium für Wirtschaft und Klimaschutz gefördert wird.
Im Zuge ihrer Bemühungen um die Entwicklung praxisorientierter KI-Modelle und -Technologien stellte USU im August 2023 ein Tool zur Verfügung, das die automatisierte Erstellung datengetriebener Services ermöglicht. Diese Anwendung generiert, validiert und speichert KI-Modelle automatisch, die flexibel auf Live-Daten angewendet werden können.

## Nachhaltigkeit und Engagement
Im Bereich Nachhaltigkeit unterstützt USU das Klimaschutzprojekt „Yuntdag Windpark“ nördlich von Izmir an der türkischen Ägäis-Küste, indem es den Bau von 17 Windrädern mit einer Leistung von jeweils 2,5 Megawatt finanziert. Ziel ist es, die jährlichen Treibhausgasemissionen, die durch die Erzeugung von Kohlestrom entstehen, zu reduzieren.
Das Unternehmen ist Unterzeichner der Charta der Vielfalt.